# Shijiahe-Kultur

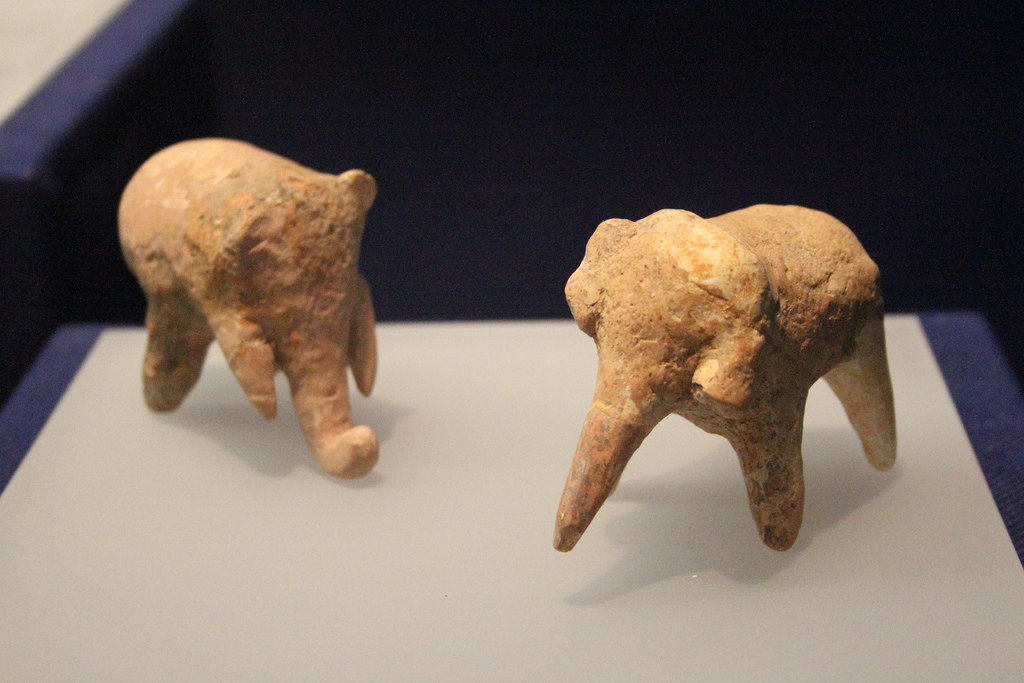
Aus Ton geformte Elephanten der Shijiahe-Kultur

Die Shijiahe-Kultur (chinesisch 石家河文化, Pinyin Shíjiāhé wénhuà, englisch Shijiahe Culture) war eine neolithische Kultur am Mittellauf des Jangtsekiang in China. Berühmt sind die dort aufgefundenen Tonfiguren von Menschen und Tieren.
Namensgebend ist die 1955 in der Großgemeinde Shihe 石河镇 von Tianmen 天门市, Provinz Hubei entdeckte Stätte. Es wurden mehrere Dutzend Fundstätten entdeckt, die meist unter dem Begriff der "Shijiahe-Stätten" (Shijiahe yizhi qun 石家河遗址群 Group Sites at Shijiahe) zusammengefasst werden.
Das Verbreitungsgebiet der Shijiahe-Kultur war der mittlere Norden der Jianghan-Ebene, hauptsächlich auf dem Gebiet der Provinz Hubei, im Norden und Süden erstreckte sie sich bis in den Südwesten der Provinz Henan und den Norden der Provinz Hunan; sie wird auf eine Zeit von ca. 2600 bis 2000 v. Chr. datiert.
Der Reisanbau stand im Mittelpunkt ihres Wirtschaftslebens. In der Dengjiawan-Stätte (邓家湾遗址) in Tianmen wurden Kupferklumpen und das Rohmaterial Malachit für die Kupferschmelze entdeckt, es sind die frühesten bekannten Metallrelikte am Mittellauf des Jangtsekiang, sie zeigen das Auftreten der Kupferverhüttung.
In der Jadeschnitzkunst gibt es neue Entwicklungen, wobei die Kunst der Aushöhlung gut beherrscht wird.
In der Dengjiawan-Stätte wurden mehrere tausend kleiner Terrakottafigürchen ausgegraben: verschiedene Vögel, Vierfüßer, Fische, Weichschildkröten, domestizierte Tiere und kniende, einen Fisch haltende Menschenfiguren.
Die Gräber sind rechteckige Erdgräber (tukeng) und Urnengräber (wengguanzang), in einigen finden sich reichlich Grabbeigaben, in anderen wurden Unterkieferknochen von Schweinen mitbegraben, was auf starke soziale Gegensätze schließen lässt.
Im Zentrum der Shijiahe-Stätten liegt die alte von Erdwällen und Gräben umgebene Stadt Shijiahe. Die obere Schicht der namensgebenden Stätte gehörte zur Qujialing-Kultur.
Die Shijiahe-Stätte (Shijiahe yizhi 石家河遗址) in Tianmen steht seit 1996 auf der Liste der Denkmäler der Volksrepublik China (Beschluss 4-15).

## Weitere Stätten
- Sanfangwan-Stätte 三房湾
- Tanjialing-Stätte 谭家岭
- Dengjiawan-Stätte 邓家湾遗址
- Tucheng-Stätte 土城遗址
- Xiaojiawuji-Stätte 肖家屋脊遗址,
- Luojiabailing-Stätte 罗家柏岭遗址
- Yinxiangcheng-Stätte 荆州阴湘城遗址 (Jingzhou (Hubei))
- Zoumalingma-Stätte 石首走马岭遗址 (Shishou)

## Nachschlagewerke
- Cihai („Meer der Wörter“), Shanghai cishu chubanshe, Shanghai 2002, ISBN 7-5326-0839-5